# Павлова, Елизавета Николаевна
Елизавета Николаевна Павлова (род. 23 января 2006, Мичуринск, Тамбовская область) — российская волейболистка, диагональная нападающая.

## Биография
Начала заниматься волейболом в ДЮСШ города Мичуринска. 1-й тренер — Е. Н. Протасова. В 2018—2019 играла за команду своей спортшколы в первой лиге чемпионата России (чемпионате Центрального федерального округа).
В 2019 году приглашена в Казань, где на протяжении трёх сезонов выступала за «Динамо-Ак Барс»-УОР, с которой выигрывала «золото» чемпионата (дважды) и Кубка Молодёжной лиги. В 2022 провела два матча за основной состав ВК «Динамо-Ак Барс» в суперлиге чемпионата России, а также стала серебряным призёром Всероссийской Спартакиады в составе сборной Республики Татарстан.
С 2022 — игрок ВК «Липецк». В 2023 перешла в «Уралочку-НТМК».
В 2021 выступала за младшую юниорскую сборную России, выиграв с ней золотые награды чемпионата Европы и чемпионата Восточно-европейской волейбольной зональной ассоциации (EEVZA).

### Клубная карьера
- 2018—2019 —  ДЮСШ (Мичуринск) — первая лига;
- 2019—2022 —  «Динамо-Ак Барс»-УОР (Казань) — молодёжная лига;
- 2022 —  «Динамо-Ак Барс» (Казань) — суперлига.
- 2022—2023 —  «Липецк» (Липецк) — суперлига;
- с 2023 —  «Уралочка-НТМК» (Свердловская область) — суперлига.

## Достижения

### Клубные
- двукратная чемпионка (2020, 2022) и серебряный призёр (2021) Молодёжной лиги чемпионата России.
- победитель (2019) и серебряный призёр (2021) розыгрышей Кубка Молодёжной лиги.

### Со сборными
- чемпионка Европы среди младших девушек 2021.
- чемпионка Восточно-европейской волейбольной зональной ассоциации (EEVZA) среди младших девушек 2021.
- серебряный призёр Всероссийской Спартакиады 2022 в составе сборной Татарстана.

### Индивидуальные
- 2022: MVP чемпионата Молодёжной лиги.